# Мидлтаун (Њујорк)
Мидлтаун (енгл. Middletown) град је у америчкој савезној држави Њујорк. По попису становништва из 2010. у њему је живело 28.086 становника.

## Демографија
Према попису становништва из 2010. у граду је живело 28.086 становника, што је 2.698 (10,6%) становника више него 2000. године.
| Група             | 2000.          | 2010.          |
| Белци             | 14.423 (56,8%) | 10.420 (37,1%) |
| Афроамериканци    | 3.840 (15,1%)  | 5.902 (21,0%)  |
| Азијати           | 429 (1,7%)     | 524 (1,9%)     |
| Хиспаноамериканци | 6.375 (25,1%)  | 11.158 (39,7%) |
| Укупно            | 25.388         | 28.086         |